# Angels Camp
Angels Camp és l'única ciutat del Comtat de Calaveras, a l'estat de Califòrnia, als Estats Units d'Amèrica. Segons el cens del 2007 tenia 3.589 habitants.

## Demografia
Segons el cens del 2000 Angels Camp tenia 3.004 habitants, 1.286 habitatges, i 856 famílies. La densitat de població era de 384,1 habitants/km².
Dels 1.286 habitatges en un 28,2% hi vivien nens de menys de 18 anys, en un 49,3% hi vivien parelles casades, en un 12,3% dones solteres, i en un 33,4% no eren unitats familiars. En el 29% dels habitatges hi vivien persones soles el 13,4% de les quals corresponia a persones de 65 anys o més que vivien soles. El nombre mitjà de persones vivint en cada habitatge era de 2,34 i el nombre mitjà de persones que vivien en cada família era de 2,82.
Per edats la població es repartia de la següent manera: un 24,3% tenia menys de 18 anys, un 6,7% entre 18 i 24, un 24,7% entre 25 i 44, un 26,1% de 45 a 60 i un 18,2% 65 anys o més.
L'edat mediana era de 41 anys. Per cada 100 dones de 18 o més anys hi havia 87,1 homes.
La renda mediana per habitatge era de 33.371 $ i la renda mediana per família de 48.125 $. Els homes tenien una renda mediana de 37.269 $ mentre que les dones 27.778 $. La renda per capita de la població era de 19.599 $. Entorn del 10% de les famílies i el 13% de la població estaven per davall del llindar de pobresa.

## Poblacions properes
El següent diagrama mostra les poblacions més properes.